# Clube do Autor
O Clube do Autor é uma editora portuguesa, fundada em Julho de 2010.

## Descrição e história
A empresa consiste numa sociedade anónima, com capitais privados. Publica um catálogo de obras generalistas, tanto de ficção como de não ficção, orientadas principalmente para adultos. Procura a promoção da literatura através de iniciativas originais e diferenciadas, estimulando os hábitos de leitura.
Foi fundada em Julho de 2010, por antigos funcionários da editora Oficina do Livro, que foi adquirida pelo grupo LeYa. Com efeito, o primeiro director-geral e sócio maioritário foi João Gonçalves, antigo responsável pelo marketing da Oficina do Livro, enquanto que a editora executiva para os autores portugueses era Cristina Ovídeo, que trabalhava como editora da Oficina do Livro e da Planeta, e o posto de editora executiva para livros internacionais foi ocupado por Teresa Matos, que antes exerceu na Quinta Essência, que fazia parte do grupo da Oficina do Livro. Outro membro da equipa original de administração foi Ricardo Castro. Entre os sócios iniciais encontraram-se igualmente grandes nomes da literatura nacional, como Miguel Sousa Tavares e Margarida Rebelo Pinto, estes também lançados originalmente pelo grupo da Oficina do Livro. A finalidade da nova editora era de apoiar os escritores, ao prestar-lhes a atenção que não lhes era dada pelos grandes grupos editoriais, e ao mesmo tempo preservar os ideais da antiga empresa, antes da sua aquisição. Segundo João Gonçalves, existia «uma janela de oportunidade para estruturas mais flexíveis do que os grandes grupos», permitindo o acompanhamento da obra de um escritor ao longo da sua carreira, percurso que segundo Cristina Ovídeo passava por «encontrar caminhos transversais à obra, trabalhar outras linguagens, potenciar ao máximo os conteúdos».
A transição para a nova editora inseriu-se num processo de abandono das empresas do grupo LeYa por parte de vários autores, que incluiu várias grandes figuras nacionais, como José Saramago, cujas herdeiras não conseguiram entrar em acordo com a Editorial Caminho, João Tordo, Sophia de Mello Breyner Andresen, Mário de Carvalho, José Eduardo Agualusa, Richard Zimler, Pedro Rosa Mendes e Almeida Faria. Em 2014, Miguel Sousa Tavares deixou definitivamente o grupo LeYa, tendo comentado que «a Leya partiu do princípio que juntando várias editoras faziam sinergias e conseguiam fazer melhor», mas com este processo «matou a identidade das editoras». Os primeiros livros a serem lançados pela nova editora foram romances de Mário Zambujal e de Takiji Kobayashi, e em Novembro de 2010 publicou o livro Minha Casa é o teu Coração, de Margarida Rebelo Pinto.
Em 2014, a editora e Miguel Sousa Tavares fizeram uma queixa no Ministério Público contra a activista Margarida Martins, por ter enviado uma mensagem de correio electrónico que continha como anexo três obras do escritor, e onde exortava os destinatários a redistribuírem a mensagem. Segundo a empresa Clube do Autor, «Margarida Martins comete o crime de usurpação dos direitos do referido autor», e «teve como objetivo claro o de lesar os interesses patrimoniais destes, razão pela qual foi apresentada a queixa-crime».
Em Abril de 2018, a editora colaborou numa iniciativa da Câmara Municipal de Loulé para a distribuição de livros a alunos do concelho, que tinha como finalidade combater o desperdício e promover estilos de consumo mais sustentáveis. Em 2020, Miguel Sousa Tavares passou a publicar os seus livros através da Porto Editora.